# آلبالاته دل آرسبیسپو
آلبالاته دل آرسبیسپو (به اسپانیایی: Albalate del Arzobispo) یک شهرستان در اسپانیا است که در استان تروئل واقع شده‌است.

## خصوصیات
آلبالاته دل آرسبیسپو ۲۰۵ کیلومترمربع مساحت و ۲٬۱۸۰ نفر جمعیت دارد و ۳۴۳ متر بالاتر از سطح دریا واقع شده‌است.